# LINC00173
آران‌ای ۱۷۳ کدکننده غیرپروتئینی بلند میان‌ژنی (انگلیسی: Long intergenic non-protein coding rna 173) یک پروتئین است که در انسان توسط ژن «LINC00173» کُدگذاری می‌شود.